# Raul Régis de Oliveira
Raul Régis de Oliveira (Paris, 10 de outubro de 1874 - Rio de Janeiro, 9 de julho de 1942) foi um ministro e diplomata brasileiro.

## Biografia
Filho do diplomata Francisco Régis de Oliveira, adido da embaixada brasileira na França, e de Amélia Régis de Oliveira. Seu pai foi embaixador na Inglaterra de 1905 a 1913 e, deslocado em seguida para Portugal, veio a falecer em Lisboa em 1915. Formou-se pela Faculdade de Direito de São Paulo. Iniciou a carreira diplomática em 1895.

## Carreira diplomática
Iniciou sua carreira diplomática em janeiro do ano seguinte como adido da legação brasileira em Roma, onde permaneceu até 1897. Promovido a segundo-secretário, foi lotado em Washington a partir de abril de 1902 e transferido para Viena, então capital do Império Austro-Húngaro, um ano mais tarde. Serviu nessa cidade até julho de 1908, quando foi deslocado novamente para Roma, onde esteve até março do ano seguinte. Nesse mês, ascendeu à posição de primeiro-secretário. 
De outubro de 1910 a abril de 1912, serviu em Lima como encarregado de negócios. Em março de 1913, foi promovido a ministro-residente e enviado para Havana, em Cuba, onde permaneceu até janeiro de 1916. Viajou então para Viena, regressando ao Brasil em maio desse ano.
Em janeiro de 1918, no governo de Venceslau Brás, foi nomeado pelo chanceler Nilo Peçanha subsecretário do Ministério das Relações Exteriores, conservando-se no cargo até abril de 1919, já no governo de Delfim Moreira. No final desse ano, após breve passagem por Paris, seguiu para Haia, na Holanda, como enviado extraordinário e ministro plenipotenciário. Promovido a embaixador em julho de 1922, foi então enviado a Genebra, na Suíça, como delegado do Brasil à III Assembleia da Liga das Nações. De fevereiro a outubro de 1923, esteve à frente da representação brasileira no México.
Sua missão seguinte foi a chefia da embaixada do Brasil em Londres, para onde foi designado em abril de 1925. Em fevereiro do ano seguinte viajou para Genebra a fim de colaborar com o embaixador Afrânio de Melo Franco no processo de negociações para a admissão do Brasil como membro permanente do conselho da Liga das Nações. A candidatura brasileira havia sido apresentada logo após a assinatura, em dezembro de 1925, dos Tratados de Locarno, em que as grandes potências decidiram ampliar aquele conselho a fim de permitir o ingresso da Alemanha. O governo desse país, no entanto, se opôs à criação da outra vaga pretendida pelo Brasil, que, em represália, vetou a entrada da Alemanha no conselho. Em junho de 1926, o Brasil se retirou da Liga das Nações.
Obteve do Rei D. Manuel II, de Portugal, a oferta autografada dos volumes do grande catálogo, primorosamente ilustrado, da biblioteca particular do monarca. Fez parte, com Max Fleiuss, em caráter permanente, do Comitê International des Sciences Historiques (Genebra). 
Encerrou sua missão em Londres em dezembro de 1939, logo após o início da Segunda Guerra Mundial, aposentando-se do serviço diplomático.
Foi casado com a cantora e compositora Gina de Araújo (Maria Georgina Araújo de Olinda Régis de Oliveira), com quem teve uma filha.

## IHGB
Foi admitido no Instituto Histórico e Geográfico Brasileiro em 29 de outubro de 1874, foi eleito sócio honorário em 29 de junho de 1928. Junto com suas atividades diplomáticas, Régis de Oliveira representou o Instituto Histórico e Geográfico do Brasil em congressos de ciências históricas realizados em Veneza, na Itália, de 1929 a 1933, sendo eleito neste último ano vice-presidente da comissão permanente de história diplomática. Em junho de 1933, representou o Brasil na Conferência Monetária de Londres, que tentou estabelecer medidas de cooperação entre as nações para a recuperação da economia mundial, abalada pela crise de 1929. A conferência terminou em completo fracasso, servindo apenas, segundo escreveu Régis de Oliveira em relatório, para tornar claras as divergências entre principais potências do Ocidente.

## Distinções
Condecorado com a Grã-Cruz do Império Britânico, a da Ordem da Vitória (Inglaterra), Grã-Cruzes de Leopoldo II da Bélgica, da Polônia Restituta, da Conceição de Vila Viçosa, a Cruz de Malta, a de Orange e Nassau, S. Maurício e S. Lázaro e Legião de Honra da França e Ordem de Isabel, a Católica (Espanha). 